# L'Odyssée (Ingres)
L’Odyssée est un tableau de Jean Auguste Dominique Ingres, datant de 1850.
La femme peinte est une personnification de l’Odyssée d'Homère, célèbre poème épique grec en vingt-quatre chants se rattachant au cycle de la guerre de Troie.

## Historique de l'œuvre

L’Apothéose d'Homère, Ingres.

Cette œuvre est une personnification de l’Odyssée ; une épopée grecque antique attribuée à l'aède Homère. Elle est considérée comme l’un des plus grands chefs-d’œuvre de la littérature et, avec l’Iliade, comme l'un des deux poèmes fondateurs de la civilisation européenne.
La femme peinte par Ingres est une personnification de l’Odyssée et figurait à  l’origine dans une autre de ses œuvres : L’Apothéose d’Homère (1827).
L’Odyssée a été léguée au musée des Beaux-Arts de Lyon par Joseph Gillet en 1923.

## Description
Cette peinture représente une femme assise sur un rocher, de profil, le front méditatif appuyé sur sa main gauche, le genou gauche est relevé. Elle est drapée de vert, sa tunique soulignant ses formes généreuses et dégageant ses épaules ainsi que ses genoux. Ses cheveux bruns sont coiffés d'un chignon tressé et son crâne semble recouvert d'un casque doré. De plus, elle tient dans sa main droite une rame dont l'extrémité semble pointue. Hormis le rocher sur lequel l’Odyssée est installée, il n'y a pas d'autres éléments décoratifs mis à part un fond noir en arrière-plan.

## Contextes
Ingres est l'un des peintres illustres du néo-classicisme. Ce mouvement artistique, né en Europe entre 1750 et 1830, réagit aux extravagances du style rococo par un retour au style antique classique. Fantaisies et imagination sont abolies au profit de la vertu et de la simplicité. Contrairement au romantisme, le néo-classicisme sacrifie les couleurs pour la perfection de la ligne.
Ingres s’inspire, à ses débuts, des techniques droites et raides de l’art grec puis adopte un style réaliste.

## Analyse
Ingres avait commencé à travailler une Odyssée nue mais à la suite d'une réflexion, il sentit que la nudité convenait mal à l’Odyssée. Progressivement il la vêtit et la replia sur elle-même. Ainsi le choix du vêtu permit au peintre de dévoiler sa maîtrise de l’effet drapé. En effet, Ingres s’intéressait beaucoup à la texture des vêtements et des étoffes. La tunique verte de l’Odyssée est plissée comme dans le marbre avec des plis qui se soulèvent, sur le fond noirâtre et dur, le vert ressort presque brutalement ; c’est un vert inventif qui apparaît comme un cri et un appel. Le peintre fait intervenir dans la chair et le tissu des tons cendrés qui semblent l’écho du fond noir. Vue en contre-plongée l’Odyssée est traitée par couches fines, sans empâtements. Ingres à l’époque, préconisait une peinture mince « comme de la pelure d’oignon ». 
Il y a peu d’espace autour du personnage et pas de décor en arrière-plan. Le caractère écrasant de L’Odyssée traduit l’éprouvant voyage que raconte Homère. De plus, les membres sont robustes avec une parfaite élégance, les épaules et le cou sont larges mais délicatement galbés et le fin profil se déroule dans la profondeur de l’ombre. 
Quant à la posture, Ingres a dépeint une Odyssée à l’attitude pensive et légèrement infléchie. Elle écoute dans sa profonde méditation l’appel de la mer. 
L’attitude pensive est toute l’histoire d’une nostalgie, d’une nostalgie inversée car c’est le mal du départ qui équivaut pour l’Odyssée au mal du retour puisque sa patrie est l’aventure. 
De plus, le mouvement de la main renvoi à la réflexion. La tunique verte et la rame évoquent la mer et le voyage. D’après les modèles antiques qu’il avait en tête, Ingres a dépeint une Odyssée à l’image du canon féminin dont il fut constamment épris (il avait pour habitude de célébrer les lignes du corps féminin et d’affirmer ses sinuosités). Cette Odyssée est intemporelle, elle s’inscrit d’une part dans le passé par son costume drapé et, d’autre part dans le présent par ses bottes qui dépassent et le réalisme de la chair.